# Malajbjørn
Malajbjørn (Helarctos malayanus) er det mindste medlem i bjørnefamilien og den eneste repræsentant i slægten Helarctos og tilhører familien Ursidae. Den lever i de tropiske regnskove i Sydøstasien (i landene Indien, Bangladesh, Myanmar, Thailand, Malaysia, Laos, Cambodia, Vietnam, Yunnanprovinsen i Kina, og på Sumatraøerne og Borneo). Deres pels er kulsort, kort og glat med underhår. Forældrene er omkring 120-150 cm lange og vejer 27-80 kg. Dens hale udgør 30-70 mm lang og tungen er 20-25 cm lang. Hunner er parringsklare som 3-årige, og er drægtig i 95–174 dage. Hvert kuld er 1-2 unger. En nyfødt unge vejer 280-325 g, er blind og hårløs, som tiden går begynder den at åbne sine øjne og får hår på krop. Den er afhængig af sin mor i 18 måneder. Men allerede 1-3 måneder kan ungerne løbe, lege og spise.
 Der er for få eller ingen kildehenvisninger i denne artikel, hvilket er et problem. Du kan hjælpe ved at angive troværdige kilder til de påstande, som fremføres i artiklen.